# Nemoura lucana
Nemoura lucana is een steenvlieg uit de familie beeksteenvliegen (Nemouridae). De wetenschappelijke naam van de soort is voor het eerst geldig gepubliceerd in 1991 door Nicolai & Fochetti.